# In partibus infidelium
In partibus infidelium ("nelle terre dei non credenti") è un'espressione latina adoperata in passato nel linguaggio della Chiesa cattolica per designare certe sedi episcopali, che dal 1882 sono chiamate sedi titolari.

## Storia
All'origine dell'espressione sta la circostanza che i vescovi che lasciavano, o erano costretti a lasciare, le loro sedi di fronte alla conquista islamica venivano accolti da altre diocesi, ma conservavano il titolo di quelle lasciate. Erano quindi vescovi di diocesi ormai in partibus infidelium.
Con la graduale conversione all'islam da parte delle  popolazioni locali, tali diocesi sono spesso rimaste prive di fedeli cattolici.
Il 3 marzo 1882, tuttavia, la Congregazione di Propaganda Fide abolì l'uso dell'espressione in partibus infidelium e suggerì di sostituirla con l'appellativo "vescovo titolare".
Prima della Rivoluzione francese i vescovi in partibus infidelium di Betlemme, proprietari di un possedimento in Francia a Clamecy, avevano per concessione del re Carlo VI di Francia gli stessi diritti nel suo regno che avevano i vescovi delle sedi residenziali.